# Ларош, София фон
Мария София фон Ларош (нем. Marie Sophie von La Roche; урожд. Гутерман фон Гутерсхофен (Gutermann von Gutershofen); 6 декабря 1731, Кауфбойрен, Швабия — 18 февраля 1807, Оффенбах-ам-Майн) — немецкая писательница эпохи Просвещения, писавшая сентиментальные романы. Хозяйка литературного салона.

## Биография
Мария София — старшая из детей в семье доктора Георга Фридриха Гутермана и его супруги Регины Барбары. Детские годы она провела преимущественно в Аугсбурге и получила строгое пиетистское воспитание. Затем её отправили в Биберах, где Мария София сблизилась со своим кузеном Кристофом Мартином Виландом. У молодых людей состоялась помолвка, но в 1753 году Мария София вышла замуж за Георга Михаэля Франка фон Лароша. К этому времени София и Виланд уже расстались, Виланд переехал в Швейцарию и к расстройству Софии потерял к ней всяческий интерес.
Свёкор Софии — Антон Генрих Фридрих фон Штадион-Вартхаузен, государственный министр при архиепископе Майнца. Свекровь — танцовщица Катарина Ларош, закрутившая с министром роман. В 1719 году она вышла замуж за хирурга и сенатора Майнца Франка, который умер за десять дней до рождения мальчика Георга Михаэля Франка фон Лароша. Государственный министр принял сына в свой дом и взял на себя заботы о его воспитании и образовании. Георг Михаэль Франк фон Ларош сделал неплохую карьеру, став канцлером при курфюрсте Трира. В браке у Марии Софии и Георга Михаэля родилось восемь детей, из которых выжило пятеро: Максимилиана, Фриц, Луиза, Карл и Франц Вильгельм.
В 1761—1768 годах София Ларош была придворной дамой во дворце Вартхаузен у своего свёкра, где имелась обширная библиотека. Она вела придворную переписку на французском языке и часто сопровождала графа в его загородное имение в Бённигхайме, где она закончила свой первый роман «История девицы фон Штернгейм».
В 1771 году семья переехала в Кобленц в связи с переводом Франка фон Лароша на должность тайного советника. В Кобленце София фон Ларош открыла литературный салон, упомянутый Гёте в «Поэзии и правде». В салоне бывали Иоганн Бернгард Базедов, Вильгельм Гейнзе, братья Якоби и Лафатер.
В 1780 году, спустя пять лет после возведения в дворянское звание, супруг Софии был уволен со службы за критические высказывания в отношении церкви по указанию Клеменса Венцеслава. Элегантная салонная жизнь закончилась. Семья переехала жить к другу-канонику в Шпейер. В 1786 году Лароши приобрели собственное жильё в Оффенбах-ам-Майне. Двумя годами позже София овдовела. В результате оккупации французами левого берега Рейна в 1794 году она перестала получать вдовье пособие и была вынуждена зарабатывать на жизнь литературным трудом.
Дочь Софии Максимилиана вышла замуж за коммерсанта и дипломата Петера Антона Брентано, и тем самым София фон Ларош приходится бабушкой Беттине фон Арним и Клеменсу Брентано. После смерти Максимилианы в 1793 году София взяла к себе на воспитание трёх внучек.